# ارووایرونمنت وسپ ۳
هواگرد بدون سرنشین (پهپاد) کوچک ارووایرونمنت وَسپ ۳ یک پهپاد مینیاتوری است که برای عملیات ویژهٔ نیروی هوایی ایالات متحده توسعه یافته‌است. این دستگاه، یک وسیله نقلیه کوچک و سبک‌وزن است که برای آگاهی از موقعیت فراتر از محدودهٔ عادی دید، ارائه شده‌است. این پهپاد، به دو دوربین روی هواپیما مجهز شده‌است تا اطلاعات را به‌صورت زنده به اپراتورهای خود ارائه دهد. این پهپاد همچنین مجهز به سامانه موقعیت‌یاب جهانی و یک سیستم ناوبری اینرسیایی است که به آن امکان می‌دهد از برخاستن تا فرود و بازیابی، به‌طور مستقل کار کند. وسپ ۳ توسط ارووایرونمنت طراحی شد و نخستین بار در سال ۲۰۰۷ به فهرست تجهیزات نیروی هوایی اضافه شد. دو نوع وسپ وجود دارد: نسخهٔ اولیه که در خشکی فرود می‌آید، وسپ خشکی ("Terra Wasp") و نسخه‌ای که در دریا یا آب شیرین فرود می‌آید وسپ آبی ("Aqua Wasp") نام دارد. نیروی هوایی آمریکا، در اواخر ماه مه ۲۰۱۲ گونه‌ای جدید و پیشرفته‌تر از این پهپاد را با نام وسپ AE، یا آرکیو۱۲اِی (RQ-12a) را تأیید و آن را به ناوگان خود اضافه کرد.

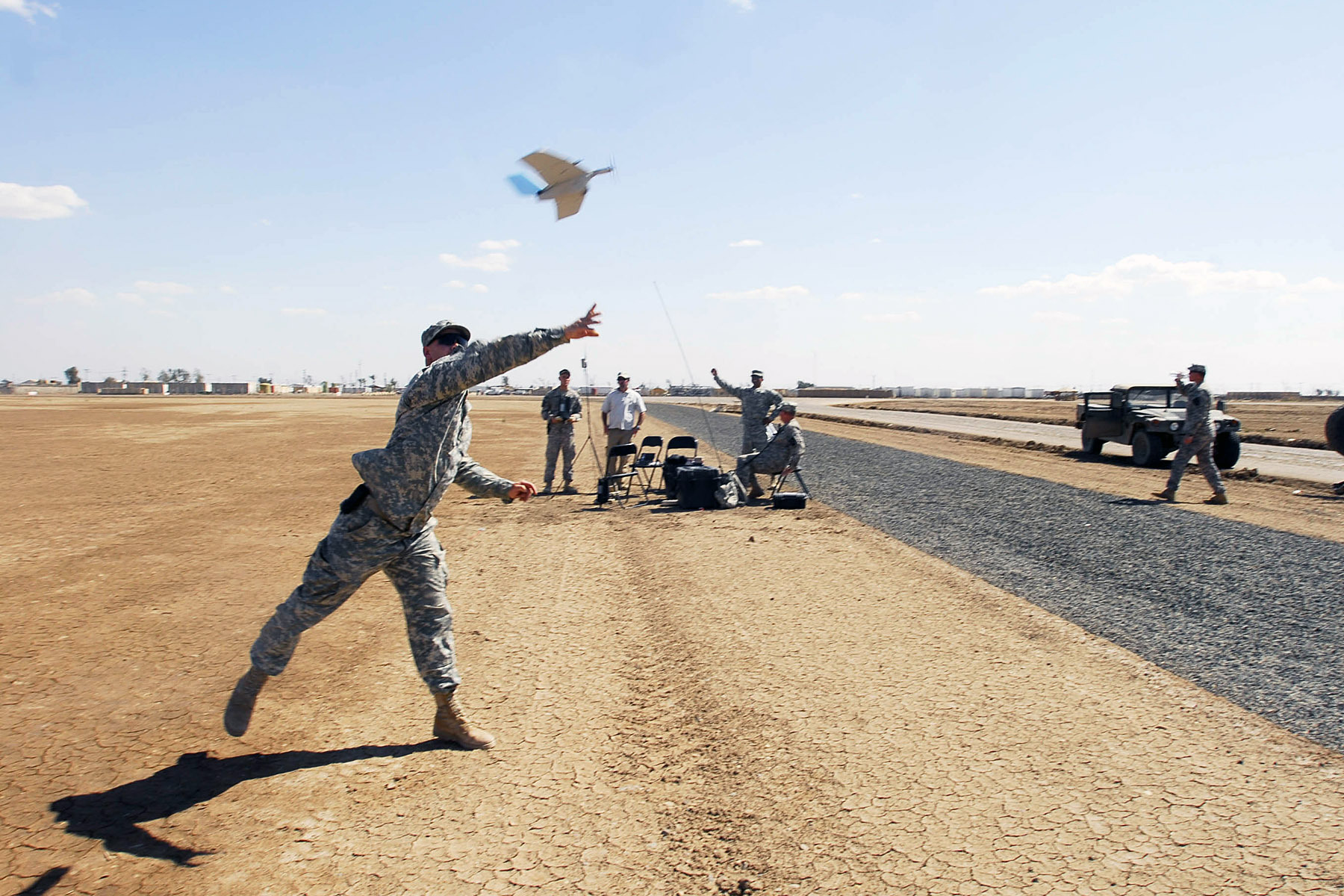
یکی از پرسنل نیروی زمینی ایالات متحده در حال پرتاب یک وسپ ۳

## کاربران
استرالیا
- نیروی زمینی استرالیا[۴]

 جمهوری چک
- ارتش جمهوری چک[۵]

 فرانسه
- نیروی دریایی فرانسه

 سوئد
- نیروی هوایی سوئد
- نیروی دریایی سوئد
- نیروی زمینی سوئد

 ایالات متحده آمریکا
- نیروی هوایی ایالات متحده
- سپاه تفنگداران دریایی ایالات متحده

 اسپانیا
- نیروی هوایی اسپانیا[۶]

## ویژگی‌ها
ویژگی‌های عمومی
- خدمه: ندارد
- طول: ۱ فوت ۳٫۰ اینچ (۰٫۳۸ متر)
- پهنای بال: ۲ فوت ۴٫۵۰ اینچ (۰٫۷۲۳ متر)
- وزن خالی: ۰٫۹۵ پوند (۰٫۴۳۰ کیلوگرم) (نسخه خشکی)
- وزن ناخالص: ۱۴٫۴ پوند (۶٫۵۳ کیلوگرم)
- پیشرانه: ۱ عدد  موتور الکتریکی با باتری‌های لیتیومی شارژی

عملکرد
- حداکثر سرعت: ۴۰ مایل بر ساعت (۶۵ کیلومتر بر ساعت، ۳۵ گره)
- سرعت کروز: ۲۵–۴۰ مایل بر ساعت (۴۰–۶۵ کیلومتر بر ساعت، ۲۲–۳۵ گره)
- بُرد: ۳٫۱ مایل (۵٫۰ کیلومتر، ۲٫۷ مایل دریایی)
- مداومت پروازی: ۴۵ دقیقه
- حداکثر ارتفاع: ۵۰–۱٬۰۰۰ فوت (۱۵–۳۰۵ متر) AGL; ۱۰۰۰۰ پا (۳۳۳۳ متر) MSL

### تجهیزات
دوربین ضد لرزش و پایدارکنندهٔ تصویر با وضوح تصویر بالا برای عکس‌برداری هوایی باکیفیت در روز و شب.